# Riverview (Nouveau-Brunswick)
Pour les articles homonymes, voir Riverview.
Riverview est une ville du comté d'Albert, dans le Sud-Est du Nouveau-Brunswick au Canada.

## Géographie

### Situation
La ville est située sur la rivière Petitcodiac, en face de la ville de Moncton. Elle est reliée à celle-ci par le pont Gunningsville et le pont-jetée de la rivière Petitcodiac.
Sur la partie continentale, elle est complètement entourée par Coverdale.

### Géologie
Le sous-sol de Riverview est composé principalement de roches sédimentaires du groupe de Pictou datant du Pennsylvanien (entre 300 et 311 millions d'années).

### Climat
| Données climatologiques de Riverview                                                                                     | Données climatologiques de Riverview | Données climatologiques de Riverview | Données climatologiques de Riverview | Données climatologiques de Riverview | Données climatologiques de Riverview | Données climatologiques de Riverview | Données climatologiques de Riverview | Données climatologiques de Riverview | Données climatologiques de Riverview | Données climatologiques de Riverview | Données climatologiques de Riverview | Données climatologiques de Riverview | Données climatologiques de Riverview | Données climatologiques de Riverview |
| Température | Température                          | Température                          | Température                          | Température                          | Température                          | Température                          | Température                          | Température                          | Température                          | Température                          | Température                          | Température                          | Température                          | Température                          |
| Mois | Jan                                  | Fév                                  | Mar                                  | Avr                                  | Mai                                  | Jui                                  | Jui                                  | Aoû                                  | Sep                                  | Oct                                  | Nov                                  | Déc                                  |                                      | Moyenne                              |
| --- | ------------------------------------ | ------------------------------------ | ------------------------------------ | ------------------------------------ | ------------------------------------ | ------------------------------------ | ------------------------------------ | ------------------------------------ | ------------------------------------ | ------------------------------------ | ------------------------------------ | ------------------------------------ | ------------------------------------ | ------------------------------------ |
| Maximum extrême (°C) | 16                                   | 15                                   | 19                                   | 28                                   | 34                                   | 34                                   | 36                                   | 37                                   | 33                                   | 26                                   | 23                                   | 18                                   |                                      |                                      |
| Maximum quotidien (°C)                                                                                                   | -4                                   | -3                                   | 2                                    | 8                                    | 16                                   | 21                                   | 24                                   | 24                                   | 19                                   | 12                                   | 6                                    | -1                                   |                                      | 10,4                                 |
| Moyenne (°C) | -9                                   | -8                                   | -3                                   | 3                                    | 10                                   | 15                                   | 19                                   | 18                                   | 13                                   | 7                                    | 1                                    | -6                                   |                                      | 5,1                                  |
| Minimum quotidien (°C)                                                                                                   | -14                                  | -13                                  | -8                                   | -2                                   | 4                                    | 9                                    | 13                                   | 12                                   | 7                                    | 2                                    | -3                                   | -10                                  |                                      | -0.3                                 |
| Minimum extrême (°C) | -32                                  | -32                                  | -27                                  | -16                                  | -6                                   | -2                                   | 1                                    | 1                                    | -3                                   | -1                                   | -17                                  | -29                                  |                                      |                                      |
| Précipitations et heures d'ensoleillement                                                                                |                                      |                                      |                                      |                                      |                                      |                                      |                                      |                                      |                                      |                                      |                                      |                                      |                                      |                                      |
| Mois | Jan                                  | Fév                                  | Mar                                  | Avr                                  | Mai                                  | Jui                                  | Jui                                  | Aoû                                  | Sep                                  | Oct                                  | Nov                                  | Déc                                  |                                      | Total                                |
| Total mm | 109                                  | 81                                   | 103                                  | 90                                   | 99                                   | 94                                   | 100                                  | 76                                   | 92                                   | 100                                  | 97                                   | 106                                  |                                      | 1144                                 |
| Pluie (mm) | 42                                   | 28                                   | 42                                   | 58                                   | 93                                   | 94                                   | 100                                  | 76                                   | 92                                   | 96                                   | 77                                   | 52                                   |                                      | 849                                  |
| Chutes de neige (cm) | 67                                   | 53                                   | 61                                   | 32                                   | 5                                    | 0                                    | 0                                    | 0                                    | 0                                    | 4                                    | 20                                   | 54                                   |                                      | 295                                  |
| Heures d'ensoleilement                                                                                                   | 115                                  | 124                                  | 139                                  | 158                                  | 205                                  | 229                                  | 248                                  | 244                                  | 167                                  | 142                                  | 103                                  | 95                                   |                                      | 1971                                 |
| Données recueillies à l'aéroport international du Grand Moncton par Environnement Canada. Données allant de 1971 à 2000. |                                      |                                      |                                      |                                      |                                      |                                      |                                      |                                      |                                      |                                      |                                      |                                      |                                      |                                      |

### Transport
La route 114 permet de rejoindre Moncton par le pont-jetée de la rivière Petitcodiac. Le pont Gunningsville se rend aussi à Moncton. Dans l'autre direction, la route 114 va vers le sud jusqu'à Alma puis à l'ouest jusqu'à Sussex. La route 112, qui va à l'ouest au-delà de Salisbury, rejoint la route 114 au pont-jetée. La route 910 vers les Collines calédoniennes passe également dans l'ouest.

### Logement
(septembre 2024).
La ville comptait 7119 logements privés en 2006, dont 6895 occupés par des résidents habituels. Parmi ces logements, 73,5 % sont individuels, 3,8 % sont jumelés, 4,7 % sont en rangée, 2,2 % sont des appartements ou duplex, 9,0 % sont des immeubles de moins de cinq étages et 3,5 % sont des immeubles de plus de cinq étages. Enfin, 3,2 % des logements entrent dans la catégorie autres, tels que les maisons-mobiles. 81,7 % des logements sont possédés alors que 18,3 % sont loués. 68,8 % ont été construits avant 1986 et 5,0 % ont besoin de réparations majeures. Les logements comptent en moyenne 7,4 pièces et 0,2 % des logements comptent plus d'une personne habitant par pièce. Les logements possédés ont une valeur moyenne de 137 488 $, comparativement à 119 549 $ pour la province.

## Histoire

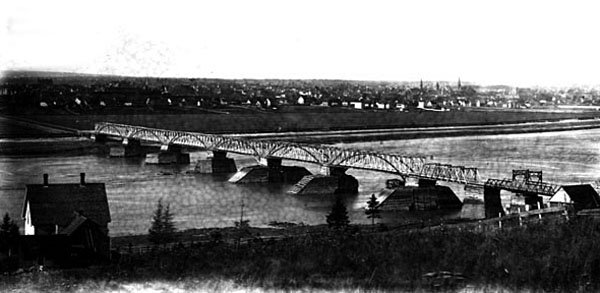
Le pont Gunningsville vers 1900.

Riverview est situé dans le territoire historique des Micmacs, plus précisément dans le district de Sigenigteoag, qui comprend l'actuelle côte Est du Nouveau-Brunswick, jusqu'à la baie de Fundy.
Des Allemands de Pennsylvanie s'établissent sur le rivage, au site de la ville de Riverview, en 1765. Des colons de Sackville et du comté de Cumberland, ainsi que des soldats licenciés du fort Cumberland se joignent à eux. Par la suite, leurs descendants fondent des villages de l'arrière-pays comme Turtle Creek.
La partie sud du Grand Moncton a longtemps été une simple zone agricole et boisée sans développement urbain. L'histoire de Riverview, alors appelée "Riverview Heights" ne commence réellement qu'en 1944 avec la vente de lots destinés à la construction immobilière, puis en 1967 avec l'acquisition du statut de village. Le développement résidentiel prit alors de l'essor et, le 9 juillet 1973, Riverview Heights, Bridgedale et Gunningsville fusionnèrent et prirent le nom de Riverview qui obtint alors le statut de ville,.
La croissance de la ville s'accompagne de la construction de nouvelles infrastructures, telles que l'école intermédiaire Riverview en 1949, l'école Gunningsville en 1950, l'école Frank L. Bowser en 1962, l'école West Riverview en 1963, l'école Claude T. Tyalor en 1973, l'école secondaire Riverview en 1977 et l'école élémentaire Riverview East en 2014.
Aujourd'hui, malgré sa population de 17 832 habitants qui pourrait lui permettre d'accéder au statut de cité à l'instar des 2 autres entités du Grand Moncton (Moncton et Dieppe), Riverview préfère pour l'instant rester une ville, ce qui en fait la plus grande ville du Nouveau-Brunswick. La raison principale est l'obligation faite aux cités du Nouveau-Brunswick d'être bilingues, d'où un accroissement des dépenses de fonctionnement dues aux traductions et à l'embauche d'agents municipaux bilingues, ce qui explique la résistance de la population, à 92,5 % anglophone.

## Chronologie municipale
- 1787: Élection de la paroisse d'Hillsborough dans le comté de Westmorland.
- 1828: Création de la paroisse de Coverdale à partir d'une portion de la paroisse d'Hillsborough.
- 1845: Création du comté d'Albert à partir d'une portion du comté de Westmorland, dont la paroisse de Coverdale. Le territoire est allongé à l'ouest.
- 1966: La municipalité du comté d'Albert est dissoute. La paroisse de Coverdale devient alors un district de services locaux[10],[11].
- 1967: Constitution du village de Riverview Heights dans la paroisse.
- 1973: Fusion de Riverview Heights, Bridgedale et Gunningsville, constitution de la municipalité en ville, renommée Riverview.
- 2023: Lors de la réforme municipale du 1er janvier 2023, la municipalité conserve ses limites[12].

## Démographie
(juillet 2016).
La ville comptait 17 832 habitants en 2006, soit une hausse de 4,8 % en 5 ans. Il y a en tout 6890 ménages dont 5355 familles. Les ménages comptent en moyenne 2,6 personnes tandis que les familles comptent en moyenne 2,9 personnes. Les ménages sont composés de couples avec enfants dans 32,5 % des cas, de couples sans enfants dans 33,0 % des cas et de personnes seules dans 20,3 % des cas alors que 14,2 % des ménages entrent dans la catégorie autres (familles monoparentales, colocataires, etc.). 75,4 % des familles comptent un couple marié, 10,7 % comptent un couple en union libre et 14,0 % sont monoparentales. Dans ces dernières, une femme est le parent dans 82,0 % des cas. L'âge médian est de 39,7 ans, comparativement à 41,5 ans pour la province. 81,4 % de la population est âgée de plus de 15 ans, comparativement à 83,8 % pour la province. Les femmes représentent 52,7 % de la population, comparativement à 51,3 % pour la province. Chez les plus de 15 ans, 27,4 % sont célibataires, 56,0 % sont mariés, 3,3 % sont séparés, 6,6 % sont divorcés et 6,7 % sont veufs. De plus, 7,7 % vivent en union libre.
| 1981   | 1986   | 1991   | 1996   | 2001   | 2006   | 2011   |
| ------ | ------ | ------ | ------ | ------ | ------ | ------ |
| 14 907 | 15 638 | 16 270 | 16 653 | 17 010 | 17 832 | 19 128 |

| 2016   | - | - | - | - | - | - |
| ------ | - | - | - | - | - | - |
| 19 667 | - | - | - | - | - | - |

Les autochtones représentent 0,6 % de la population et 1,2 % des habitants font partie d'une minorité visible. Les immigrants représentent 3,5 % de la population et 0,0 % des habitants sont des résidents permanents. 1,0 % des habitants ne sont pas citoyens canadiens et 88,6 % des habitants âgés de plus de 15 ans sont issus de familles établies au Canada depuis trois générations ou plus. En date du 16 mai 2006, 87,0 % des gens avaient la même adresse depuis au moins un an alors que 7,3 % habitaient auparavant ailleurs dans la même ville, que 3,4 % habitaient ailleurs dans la province, que 2,0 % habitaient ailleurs au pays et que 0,3 % habitaient ailleurs dans le monde. À la même date, 62,9 % des gens avaient la même adresse depuis au moins cinq ans alors que 19,5 % habitaient auparavant ailleurs dans la même ville, que 10,8 % habitaient ailleurs dans la province, que 6,2 % habitaient ailleurs au pays et que 0,6 % habitaient ailleurs dans le monde.
La langue maternelle est le français chez 7,3 % des habitants, l'anglais chez 91,0 % et les deux langues chez 0,3 % alors que 1,4 % sont allophones. Les deux langues officielles sont comprises par 27,5 % de la population alors que 0,3 % des habitants sont unilingues francophones, que 72,2 % sont unilingues anglophones et que 0,0 % ne connaissent ni l'anglais ni le français. Le français est parlé à la maison par 2,6 % des gens, l'anglais par 96,8 %, les deux langues officielles par 0,3 %, l'anglais et une langue non officielle par 0,1 % et une langue non officielle seule par 0,3 %. Le français est utilisé au travail par 2,6 % des travailleurs et l'anglais par 96,0 % alors que 1,3 % des travailleurs utilisent les deux langues officielles.
Chez les plus de 15 ans, 18,0 % n'ont aucun certificat, diplôme ou grade, 30,4 % ont uniquement un diplôme d'études secondaires ou l'équivalent et 51,6 % détiennent aussi un certificat, un diplôme ou un grade post-secondaire; par comparaison, ces taux s'élèvent à 29,4 %, 26,0 % et 44,6 % au provincial. Parmi la même tranche d'âge, 8,6 % des gens possèdent un diplôme d'un programme d'un an au CCNB ou l'équivalent, 23,1 % détiennent un diplôme d'un programme de trois ans au CCNB ou l'équivalent, 3,8 % ont un diplôme ou un certificat universitaire inférieur au baccalauréat et 16,1 % ont un certificat, un diplôme ou un grade universitaire plus élevé. Parmi ces diplômés, 8,9 % sont formés en enseignement, 2,1 % en arts ou en communications, 5,7 % en sciences humaines, 7,7 % en sciences sociales ou en droit, 26,9 % en commerce, en gestion ou en administration, 2,4 % en sciences et technologies, 5,6 % en mathématiques ou en informatique, 17,7 % en architecture, en génie ou dans des domaines connexes, 1,2 % en agriculture, en ressources naturelles ou en conservation, 14,3 % en santé, parcs, récréation ou conditionnement physique, 7,5 % en services personnels, de protection ou de transport et aucun dans d'autres domaines. Les diplômés post-secondaires ont terminé leurs études à l'extérieur du pays dans 2,7 % des cas.
Au regard de la population, Riverview se classe au 6e rang de la province.

## Économie
(septembre 2024).

### Travail et revenu
Le recensement de 2006 de Statistique Canada fournit aussi des données sur l'économie. Chez les habitants âgés de plus de 15 ans, le taux d'activité était alors de 68,5 %, le taux d'emploi était de 65,3 % et le taux de chômage était de 4,6 % ; à titre de comparaison, ceux de la province étaient respectivement de 63,7 %, 57,3 % et 10,0 %.
Chez les personnes âgées de 15 ans et plus, 10 640 ont déclaré des gains et 13 735 ont déclaré un revenu en 2005. 93,1 % avaient aussi déclaré des heures de travail non rémunérées. Le revenu médian s'élevait alors à 27 816 $ avant et à 24 343 $ après impôt, comparativement à la moyenne provinciale de 22 000 $ avant et 20 063 $ après impôt; les femmes gagnaient en moyenne 4 800 $ de moins que les hommes après impôt, soit 19 543 $. En moyenne, 73,1 % du revenu provenait de gains, 10,4 % de transferts gouvernementaux et 16,5 % d'autres sources. 6,3 % de toutes les personnes dans les ménages avaient un faible revenu après impôt, une proportion montant à 9,2 % pour les moins de 18 ans.
Parmi la population active occupée, 6,5 % des gens travaillaient à domicile, 0,5 % travaillaient à l'extérieur du pays, 7,7 % n'avaient pas de lieu de travail fixe et 85,3 % avaient un lieu de travail fixe. Parmi les travailleurs ayant un lieu de travail fixe, 24,6 % travaillaient en ville, 0,5 % travaillaient ailleurs dans le comté, 72,9 % travaillaient dans un autre comté et 1,9 % travaillaient dans une autre province. La plupart des habitants travaillent en effet à Moncton.

### Principaux secteurs
Entreprise Grand Moncton, membre du Réseau Entreprise, a la responsabilité du développement économique.
En 2006, on dénombrait 2,5 % des emplois dans l'agriculture, la pêche et les autres ressources, 4,4 % dans la construction, 6,1 % dans la fabrication, 6,0 % dans le commerce de gros, 14,5 % dans le commerce de détail, 7,2 % dans la finance et l'immobilier, 8,8 % dans la santé et les services sociaux, 6,7 % dans l'éducation, 27,1 % dans les services de commerce et 16,9 % dans les autres services.
La ville est dotée d'un parc industriel.
La Credit Union Central of New Brunswick a son siège-social à Riverview, sur le chemin Pinewood. Elle regroupe la plupart des caisses populaires en milieu anglophone au Nouveau-Brunswick.
La Advance Savings Credit Union, membre de la fédération, a également son siège-social sur le chemin Pinewood. La caisse possède huit succursales, dont deux à Riverview.

## Administration
(juillet 2016).

### Conseil municipal
Le conseil municipal est formé d'un maire, de trois conseillers généraux et de quatre conseillers de quartier. En effet, la ville est divisée en quatre quartiers à des fins administratives.
Le conseil municipal actuel est élu lors de l'élection quadriennale du 10 mai 2016.
Anciens conseils municipaux
Un conseil est formé à la suite de l'élection du 12 mai 2008, où le maire sortant est élu par acclamation. Le conseil municipal suivant est élu lors de l'élection quadriennale du 14 mai 2012.
| Mandat      | Fonctions               | Nom(s)                                         |
| ----------- | ----------------------- | ---------------------------------------------- |
| 2012 - 2016 | Mairesse                | Ann Seamans                                    |
| 2012 - 2016 | Conseillers généraux    | Cecile Cassista, Andrew J. Leblanc, Tom Toner. |
| 2012 - 2016 | Conseillers de quartier |                                                |
| 2012 - 2016 | #1                      | Lana Hansen                                    |
| 2012 - 2016 | #2                      | Ian A. MacDonald                               |
| 2012 - 2016 | #3                      | Russell Hayward                                |
| 2012 - 2016 | #4                      | Wayne B. Bennett                               |

| Mandat      | Fonctions               | Nom(s)                                       |
| ----------- | ----------------------- | -------------------------------------------- |
| 2008 - 2012 | Maire                   | Clarence O. Sweetland                        |
| 2008 - 2012 | Conseillers généraux    | Don Lenehan, Ann Seamans, Sherry Ann Wilson. |
| 2008 - 2012 | Conseillers de quartier |                                              |
| 2008 - 2012 | #1                      | Claude Curwin                                |
| 2008 - 2012 | #2                      | Ian A. MacDonald                             |
| 2008 - 2012 | #3                      | Robert (Bob) W. Hyslop                       |
| 2008 - 2012 | #4                      | Wayne B. Bennett                             |

| Période                                  | Période  | Identité           | Étiquette | Qualité |
| ---------------------------------------- | -------- | ------------------ | --------- | ------- |
| 1974                                     | 1977     | Harold Findlay     |           |         |
| 1977                                     | 198?     | Ralph E. Caseley,  |           |         |
|                                          | 1995     | Dean G. Johnston   |           |         |
| 1995                                     | 1998     | Dave Richardson    |           |         |
| 1998                                     | 2004     | Bruce Fitch        |           |         |
| 2004                                     | 2012     | Clarence Sweetland |           |         |
| 2012                                     | en cours | Ann Seamans        |           |         |
| Les données manquantes sont à compléter. |          |                    |           |         |

### Représentation et tendances politiques
(novembre 2024).
Riverview est membre de l'Union des municipalités du Nouveau-Brunswick.
 Nouveau-Brunswick: La partie de Rivierview à l'ouest du pont de Gunningsville est comprise dans la circonscription provinciale de Riverview, qui est représentée à l'Assemblée législative du Nouveau-Brunswick par Bruce Fitch, du Parti progressiste-conservateur. Il fut élu en 2003 et réélu en 2006 et en 2010. La partie à l'est du pont est plutôt comprise dans la circonscription de Albert, représentée par Wayne Steeves, du Parti progressiste-conservateur. Il fut élu en 1999 puis réélu en 2003, en 2006 et en 2010.
 Canada: La partie centrale de Rivierview fait partie de la circonscription fédérale de Moncton—Riverview—Dieppe. Cette circonscription est représentée à la Chambre des communes du Canada par Brian Murphy, du Parti libéral. Le reste de la ville fait partie de la circonscription fédérale de Fundy Royal, représentée par Rob Moore, du Parti conservateur.

## Culture

### Langues
Selon la Loi sur les langues officielles, Riverview est officiellement anglophone puisque moins de 20 % de la population parle le français.

### Architecture et monuments
Le pont couvert du chemin Mitton croise la rivière Turtle, près de la route 112, à l'ouest de Middle coverdale. Le pont fut construit en 1942 et mesure 23,2 mètres de long.

### Parcs

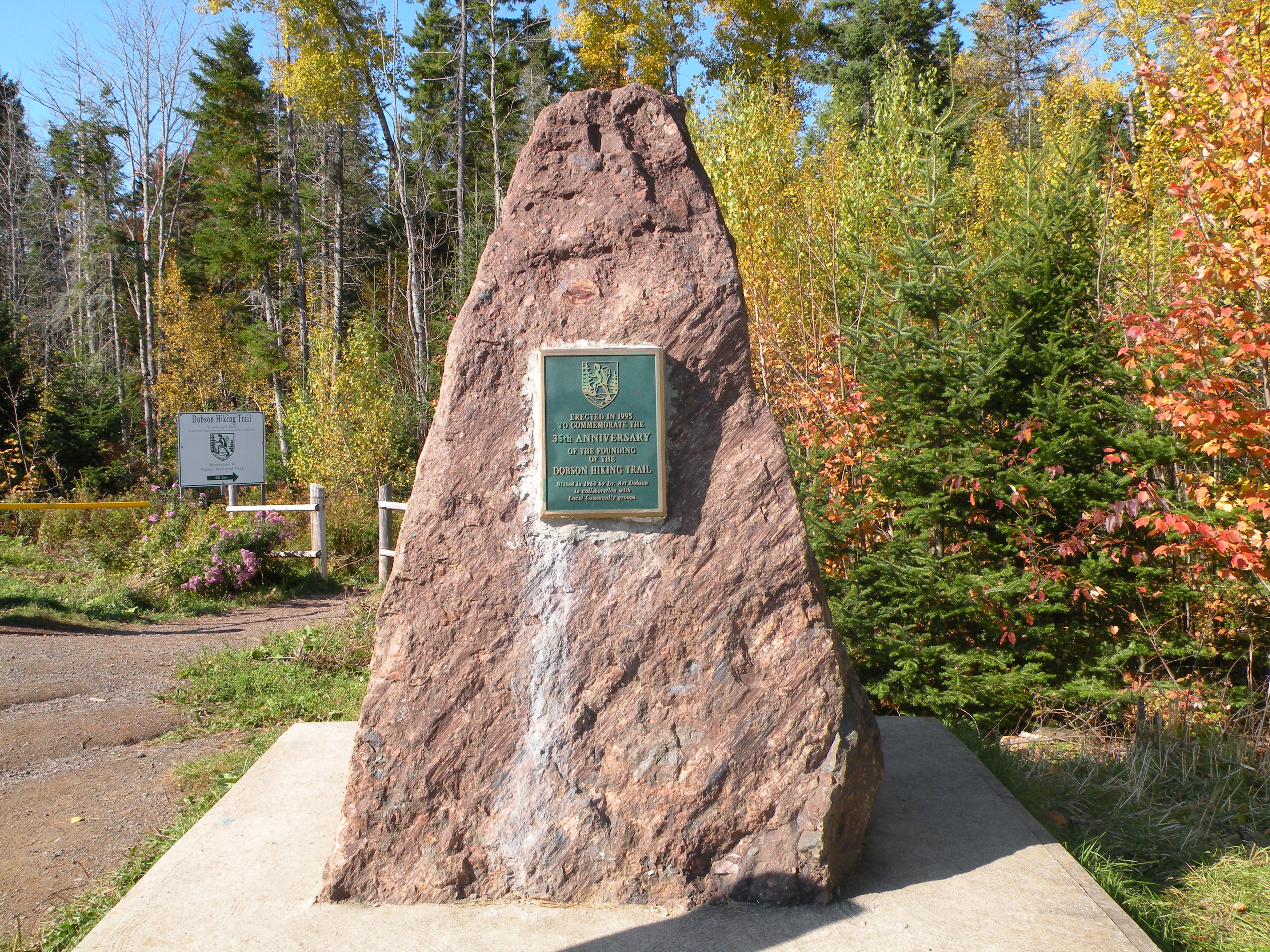
Entrée du sentier Dobson

C'est à la sortie sud de Riverview que part le sentier Dobson, sentier de randonnée allant jusqu'à la baie de Fundy sur une longueur de 60 km. La partie située sur le territoire de Riverview est accessible à tout amateur et est même dotée de filins métalliques permettant aux aveugles de marcher sans risque.

### Personnalités
- Léone Boudreau-Nelson (19??-2004), phonéticienne, membre de l'ordre du Canada;
- Vance Toner (19??-2005), professeur, membre de l'ordre du Canada.

## Vivre à Riverview

### Éducation
Riverview possède une bibliothèque publique, située à l'hôtel de ville.
Riverview possède les écoles publiques anglaises suivantes, faisant partie district scolaire 2:
- Claude D. Taylor, de la maternelle à la 5e année, programme d'immersion en français.
- Frank L. Bowser, de la maternelle à la 5e année, programme d'immersion en français.
- Gunningsville, de la maternelle à la 5e année.
- Riverview High, de la 9e à la 12e année, programme d'immersion en français.
- Riverview East, de la maternelle à la 8e année.
- Riverview Middle, de la 6e à la 8e année, programme d'immersion en français.
- West Riverview, de la maternelle à la 5e année, programme d'immersion en français.

Les élèves francophones doivent étudier à Moncton ou Dieppe.

### Transport
Le centre de contrôle aérien de Moncton, situé à Riverview, est responsable du contrôle de l'espace aérien de l'ensemble des provinces maritimes et gère de ce fait tous les vols transatlantiques entre le nord du continent américain et l'Europe.

### Autres services publics
Riverview possède un foyer de soins agréés, le Salvation Army Lakeview Manor. Il y a aussi un bureau de poste.
Une caserne de pompiers est située à l'hôtel de ville. La ville possède un poste de la Gendarmerie royale du Canada. Il est le siège du district 11, qui regroupe le comté de d'Albert ainsi que l'ouest du comté de Westmorland. La ville est aussi desservie par le service de police régional Codiac, qui regroupe le Grand Moncton.
Riverview partage son aqueduc avec Moncton et Dieppe. L'eau est fluorée depuis les années 1960, ce qui est sujet à débat.

### Médias
Riverview est desservi par deux quotidiens anglophones, le Times & Transcript de Moncton et le Telegraph-Journal de Saint-Jean. L'hebdomadaire The County Chronicle est publié en ville. Le quotidien francophone est L'Acadie nouvelle, publié à Caraquet.

### Sport et parcs
Riverview bénéficie du Moncton Golf & Country Club, un parcours de 18 trous.

### Religion
L'église Immaculate Heart of Mary est une église catholique romaine faisant partie de l'archidiocèse de Moncton.